# Сборная Ливана по регбилиг
Сборная Ливана по регбилиг (араб. المنتخب اللبناني للرجبي ليغ‎) — национальная команда, представляющая Ливан в соревнованиях по регбилиг. Управляется Ливанской федерацией регбилиг. Прозвище — «кедры» — дано в честь ливанского кедра, изображённого на флаге Ливана. Команда участвует в соревнованиях с 1998 года и была образована в Новом Южном Уэльсе из австралийцев ливанского происхождения. Успешное выступление помогло спортивному руководству страны развить игру в самом Ливане и создать чемпионат Ливана, откуда в сборную и приглашаются игроки.
Команда дебютировала на чемпионате мира 2000 года, победив в квалификационном матче сборную США. На самом групповом этапе команда взяла единственное очко благодаря ничье 22:22 против сборной Островов Кука в Кардиффе, а командам Уэльса в Лланелли и Новой Зеландии в Глостере проиграла со счётом 22:24 и 0:64 соответственно. Команда пропустила чемпионат мира 2008 года, проиграв в квалификации сборной Ирландии, а также проиграв утешительный турнир сборной Самоа. Команда выиграла все розыгрыши Средиземноморского кубка, а также в 2006 году завоевала Финикийский кубок, победив Мальту.

## История

### Чемпионат мира 2000
Ядро сборной Ливана составили австралийцы, родившиеся в Сиднее или выросшие там. В 1998 году они провели дебютную игру против Японии в Токио и разгромили её 52:28. Они приняли участие в квалификации Средиземноморского региона на чемпионат мира, победив команду Италии 36:16 и разгромив команду Марокко 104:0, причём капитан ливанцев Хазем Эль-Масри набрал 48 очков за матч, чего не удавалось прежде никому, а эта победа помогла Ливану выиграть первый Средиземноморский кубок. В решающем матче за путёвку на чемпионат мира ливанцы столкнулись с командой США и нанесли ей поражение 62:8. Матч ознаменовался тем, что игроки сборных Ливана и США устроили потасовку на парковке, вследствие чего американскому вингу Тони Фабри потребовалось обратиться ко врачам.
Команда попала в сложную группу с новозеландцами как фаворитами, высококлассной сборной Уэльса и аутсайдером — Островами Кука. Команда проиграла разгромно Новой Зеландии 0:64 в Глостере, где матч проходил в дождливую погоду с сильным ветром, а тренер Джон Элиас после игры сказал, что его команда выбилась из сил. Сборная Ливана во втором матче пропустила четыре попытки Уэльса, прежде чем открыл счёт её очкам Майкл Кури на 35-й минуте благодаря попытке. Во втором тайме Хассан Салех занёс ещё две попытки, но команда не успела догнать Уэльс, проиграв 22:24. В третьем матче «кедры» уступали сборной Островов Кука 10:22, и лишь за пять минут до конца матча Хазем Эль-Масри занёс вторую попытку, а центровой Чарльз Бэйни спас команду от поражения, сравняв счёт 22:22. Только благодаря лучшей разнице очков (пусть она была и отрицательной) ливанцы ушли с последнего места в группе, но в плей-офф не попали.

### Средиземноморский кубок
В 2002 году Ливан обыграл сборную Франции в Триполи со счётом 36:6 в присутствии 16713 зрителей и защитил Кубок. В 2003 году они с большим трудом отстояли титул обладателей Кубка, выиграв у тех же французов 26:18 благодаря усилиям Уиссама Эль-Масри на последней минуте. В 2004 году команда обыграла подряд марокканцев и сербов, снова выйдя в финал против Франции. Перед перерывом французы «горели» 8:30, во второй половине Туфик Николас и Ахмед Аль-Масри зафиксировали победу 42:14. В том матче за французов выступал Тома Боск, будущий участник Финала Кубка Вызова 2007 года в составе «Каталанс Дрэгонс».

### Отбор на ЧМ-2008
До ноября 2006 года Ливан не проводил матчи, пока не вступил в отборочный турнир с командами России и Ирландии. Россиян ливанцы обыграли со счётом 22:8 на стадионе «Нью-Ривер» в Северном Лондоне, позже «медведи» проиграли разгромно Ирландии, и для удержания первого места в группе ливанцам нужно было выигрывать у Ирландии. В первом тайме ливанцы повели 10:0 благодаря попыткам Дэниэла Шиха (не реализована) и Джона Коборси (реализована). В первые шесть минут второго тайма ирландцы занесли две попытки, реализовав их, и вышли вперёд. Чуть позже Крис Салем перехватил мяч у самой линии зачётной зоны и затем пробежал через всё поле, занеся попытку и выведя ливанцев вперёд, но ирландцы спасли игру и завершили матч вничью 18:18.
В октябре 2007 года ливанцы победили россиян в Москве со счётом 48:0, занеся девять попыток подряд, и следующая игра против Ирландии решала всё, а поскольку ирландцы были впереди по лучшей разнице очков, ливанцев устраивала только победа. Даррен Марун говорил после матча с Россией, что «кедрам» нужно менять многое в их игре. В связи с трудной политической ситуацией в стране домашний матч перенесли в английский Дьюсбери. Ливанцы проигрывали в первом тайме 12:4, занеся попытку усилиями Джорджа Ндаира, а затем в игру их вернул Крис Салем. На 63-й минуте был удалён проп Чарли Нора, и на поле осталось 12 ливанцев. Фрэнк Самиа успешно помог провести реализацию попытки, и ливанцы вышли вперёд со счётом 18:16, однако ирландцы на последней минуте заработали штрафной после захвата, выполненного не по правилам, и сравняли счёт, заработав свою путёвку.
Ливанцы отправились в утешительный турнир, где играли также команды Уэльса, США и Самоа. Первая игра прошла в английском Уиднесе против Уэльса: ливанцы сломили сопротивление «драконов», несмотря на то, что повели в счёте достаточно поздно в конце первого тайма. Крис Салем занёс три попытки из девяти ливанских, а валлийцы занесли всего пять. Эта победа продлила беспроигрышную серию ливанцев до 13 матчей, чем они побили рекорд Австралии — серия из 12 игр без поражений «кенгуру» длилась с 1999 по 2001 годы. В параллельном матче США проиграли сборной Самоа, и самоанцы стали противником Ливана. Игра прошла в Федерстоне за 10-ю путёвку на чемпионат мира. Самоанцы раздавили ливанцев: в первом тайме они вели 28:8 (попытку занёс у «кедров» Джордж Ндаира), а во втором довели дело до победы 38:16. Ливанцы занесли четыре попытки за матч и не реализовали ни одну из них.

### Отбор на ЧМ-2013
В одну группу к Ливану попали Сербия, Италия и Россия. Несмотря на победы над сербами и россиянами, Ливан сыграл вничью с Италией 29 октября в Белграде 19:19, и итальянцы вышли на чемпионат мира благодаря лучшей разнице очков, оставив ливанцев без турнира.

### Чемпионат мира 2017

#### Отбор
Ливан должен был участвовать в матче в Дубае против сборной ЮАР, который определял, кто поедет на чемпионат мира 2017 года. Однако в итоге было решено провести серию из двух матчей: директор по развитию Регбилиг ОАЭ Сол Мокдад был арестован после жалобы со стороны Регбийного союза ОАЭ. Ливанцы победили с суммарным счётом 90:28, добавив шесть попыток на счёт Трэвиса Робинсона, и вышли на чемпионат мира впервые с 2000 года.

#### Групповой этап
Ливан попал в группу к Австралии, Англии и Франции, и отсюда в четвертьфинал выходили три команды. Ожидалось, что «четвёртой лишней» станет сборная Ливана, составленная из ливанских австралийцев, игравших в Австралии. Лидерами этой команды были звезда НРЛ капитан Робби Фара, игравший ранее за Австралию, и новичок Митчелл Мозес. На стадионе «Канберра Стэдиум» в первой игре против Франции ливанцы нанесли сенсационное поражение «шантеклерам» со счётом 29:18 благодаря двум попыткам Трэвиса Робинсона, занёсшего в квалификационных плей-офф матчах шесть попыток, и одержали первую победу в группе. Они проиграли англичанам со счётом 10:29 и австралийцам 0:34, однако против австралийцев счёт мог быть крупнее, если бы не игра ливанцев в обороне.

#### Плей-офф
Команда Ливана, выбив Францию, гарантировала себе выход в плей-офф. В четвертьфинале Тонга победила их 24:22, и ливанцам чуть-чуть не хватило до спасения матча. Выход в четвертьфинал обеспечил ливанцам автоматическую квалификацию на следующий чемпионат мира.

## Состав
Здесь представлена заявка сборной Ливана на чемпионат мира 2017 года. Из заявки исключён Рис Робинсон, получивший травму, и заменён Дэниэлом Абу-Слайменом.
| Позиция    | Игрок              | Дата рождения    | Игры | Очки | Клуб                         |
| ---------- | ------------------ | ---------------- | ---- | ---- | ---------------------------- |
| Фуллбэк    | Дэниэл Абу-Слаймен | 18 ноября 1991   | 3    | 8    | Без клуба                    |
| Фуллбэк    | Энтони Лаюн        | 7 февраля 1997   | 0    | 0    | Парраматта Илз               |
| Фуллбэк    | Рэй Сабат          | 4 апреля 1997    | 2    | 4    | Лайканс                      |
| Винг       | Биляль Маарбани    | 11 февраля 1998  | 1    | 0    | Мэнли-Уорринга Си Иглз       |
| Винг       | Аббас Миски        | 25 июля 1995     | 6    | 40   | Норт Сидней Бэрз             |
| Винг       | Трэвис Робинсон    | 13 июня 1987     | 5    | 40   | Ньютаун Джетс                |
| Центр      | Дэнни Баракат      | 17 сентября 1981 | 4    | 20   | Вентуортвилль Мэгпайс        |
| Центр      | Джеймс Элиас       | 4 декабря 1993   | 2    | 0    | Вестерн Сабёрбз Розеллас     |
| Файв-эйт   | Адам Дуэйи         | 8 мая 1998       | 2    | 0    | Саут Сидней Рэббитоуз        |
| Файв-эйт   | Джейсон Уэбе       | 16 августа 1992  | 3    | 4    | Без клуба                    |
| Хавбек     | Митчелл Мозес      | 16 сентября 1994 | 2    | 0    | Парраматта Илз               |
| Проп       | Эндрю Каззи        | 11 декабря 1994  | 3    | 4    | Уэстс Тайгерс                |
| Проп       | Митчелл Мамари     | 13 января 1994   | 4    | 0    | Обёрн Уорриорз               |
| Проп       | Тим Манна          | 15 февраля 1988  | 4    | 0    | Парраматта Илз               |
| Проп       | Рэй Муджалли       | 20 декабря 1984  | 11   | 20   | Кентербери-Бэнкстаун Булдогс |
| Проп       | Алекс Туол         | 3 июля 1996      | 4    | 0    | Уэстс Тайгерс                |
| Хукер      | Джейми Кларк       | 19 марта 1987    | 10   | 22   | Обёрн Уорриорз               |
| Хукер      | Робби Фара         | 23 января 1984   | 6    | 4    | Саут Сидней Рэббитоуз        |
| Хукер      | Майкл Личаа        | 13 июля 1993     | 4    | 0    | Кентербери-Бэнкстаун Булдогс |
| Секонд-роу | Ахмад Эллаз        | 14 мая 1990      | 10   | 4    | Обёрн Уорриорз               |
| Секонд-роу | Крис Сааб          | 22 декабря 1981  | 14   | 12   | Гилдфорд Аулз                |
| Секонд-роу | Джалил Сив-Дербас  | 11 февраля 1996  | 1    | 0    | Уэстс Тайгерс                |
| Секонд-роу | Элиас Суккар       | 26 мая 1991      | 6    | 8    | Обёрн Уорриорз               |
| Лок        | Ник Кассис         | 29 ноября 1988   | 14   | 28   | Блэктаун Воркерс Си Иглз     |

## Статистика встреч со сборными
Ливан провёл к моменту завершения группового этапа чемпионата мира 2017 года 51 игру с 1998 года (в среднем по три матча за год). Большая часть — товарищеские матчи или игры Средиземноморского кубка (во всех пяти розыгрышах Кубка побеждал неизменно Ливан). Из 51 игры ливанцы выиграли 33, что составляет 65 % побед. Четыре матча были выиграны у Франции, пять матчей — у Италии (доля побед составляет 80 % и 71 % соответственно). Против трёх ведущих сборных мира — австралийцев, новозеландцев и англичан — Ливан провёл по одному матчу и во всех случаях проиграл. Всего за историю выступлений у Ливана были проведены встречи против 20 сборных мира, из них 7 — против Италии, по 5 против Франции и Марокко. Ниже приводится статистика с 1998 года.
| Итого          | 51 | 33 | 4 | 14 | 65 %   |
| Австралия      | 1  | 0  | 0 | 1  | 0 %    |
| Англия         | 1  | 0  | 0 | 1  | 0 %    |
| Ирландия       | 3  | 1  | 2 | 0  | 33,3 % |
| Италия         | 7  | 5  | 1 | 1  | 71,4 % |
| Канада         | 1  | 0  | 0 | 1  | 0 %    |
| Мальта         | 4  | 4  | 0 | 0  | 100 %  |
| Марокко        | 5  | 5  | 0 | 0  | 100 %  |
| Ниуэ           | 1  | 1  | 0 | 0  | 100 %  |
| Новая Зеландия | 1  | 0  | 0 | 1  | 0 %    |
| ОАЭ            | 2  | 1  | 0 | 1  | 50 %   |
| Острова Кука   | 3  | 0  | 1 | 2  | 0 %    |
| Россия         | 4  | 3  | 0 | 1  | 75 %   |
| Самоа          | 1  | 0  | 0 | 1  | 0 %    |
| Сербия         | 4  | 4  | 0 | 0  | 100 %  |
| Тонга          | 1  | 0  | 0 | 1  | 0 %    |
| США            | 1  | 1  | 0 | 0  | 100 %  |
| Уэльс          | 2  | 1  | 0 | 1  | 50 %   |
| Фиджи          | 2  | 1  | 0 | 1  | 50 %   |
| Франция        | 5  | 4  | 0 | 1  | 80 %   |
| Шотландия      | 1  | 0  | 0 | 1  | 0 %    |
| ЮАР            | 2  | 2  | 0 | 0  | 100 %  |
| Япония         | 1  | 1  | 0 | 0  | 100 %  |

### Чемпионат мира
Ливан участвовал в чемпионатах мира дважды: в 2000 году проиграл два матча и свёл вничью игру против Новой Зеландии. В 2017 году вернулся на чемпионат мира, обыграв в двухматчевой серии плей-офф команду ЮАР. В группе победил Францию 29:18 и вышел в четвертьфинал, гарантировав себе автоматическое участие в чемпионате мира 2021 года.
| 1954    | Не участвовала         | Не участвовала         | Не участвовала         | Не участвовала         | Не участвовала         | Не участвовала         | Не участвовала         | Не участвовала         | Не участвовала         | Не участвовала         | Не участвовала         |
| 1957    | Не участвовала         | Не участвовала         | Не участвовала         | Не участвовала         | Не участвовала         | Не участвовала         | Не участвовала         | Не участвовала         | Не участвовала         | Не участвовала         | Не участвовала         |
| 1960    | Не участвовала         | Не участвовала         | Не участвовала         | Не участвовала         | Не участвовала         | Не участвовала         | Не участвовала         | Не участвовала         | Не участвовала         | Не участвовала         | Не участвовала         |
| 1968    | Не участвовала         | Не участвовала         | Не участвовала         | Не участвовала         | Не участвовала         | Не участвовала         | Не участвовала         | Не участвовала         | Не участвовала         | Не участвовала         | Не участвовала         |
| 1970    | Не участвовала         | Не участвовала         | Не участвовала         | Не участвовала         | Не участвовала         | Не участвовала         | Не участвовала         | Не участвовала         | Не участвовала         | Не участвовала         | Не участвовала         |
| 1972    | Не участвовала         | Не участвовала         | Не участвовала         | Не участвовала         | Не участвовала         | Не участвовала         | Не участвовала         | Не участвовала         | Не участвовала         | Не участвовала         | Не участвовала         |
| 1975    | Не участвовала         | Не участвовала         | Не участвовала         | Не участвовала         | Не участвовала         | Не участвовала         | Не участвовала         | Не участвовала         | Не участвовала         | Не участвовала         | Не участвовала         |
| 1977    | Не участвовала         | Не участвовала         | Не участвовала         | Не участвовала         | Не участвовала         | Не участвовала         | Не участвовала         | Не участвовала         | Не участвовала         | Не участвовала         | Не участвовала         |
| 1985—88 | Не участвовала         | Не участвовала         | Не участвовала         | Не участвовала         | Не участвовала         | Не участвовала         | Не участвовала         | Не участвовала         | Не участвовала         | Не участвовала         | Не участвовала         |
| 1989—92 | Не участвовала         | Не участвовала         | Не участвовала         | Не участвовала         | Не участвовала         | Не участвовала         | Не участвовала         | Не участвовала         | Не участвовала         | Не участвовала         | Не участвовала         |
| 1995    | Не участвовала         | Не участвовала         | Не участвовала         | Не участвовала         | Не участвовала         | Не участвовала         | Не участвовала         | Не участвовала         | Не участвовала         | Не участвовала         | Не участвовала         |
| 2000    | Групповой этап         | 14 из 16               | 3                      | 0                      | 1                      | 0                      |                        |                        |                        |                        |                        |
| 2008    | Не прошла квалификацию | Не прошла квалификацию | Не прошла квалификацию | Не прошла квалификацию | Не прошла квалификацию | Не прошла квалификацию | Не прошла квалификацию | Не прошла квалификацию | Не прошла квалификацию | Не прошла квалификацию | Не прошла квалификацию |
| 2013    | Не прошла квалификацию | Не прошла квалификацию | Не прошла квалификацию | Не прошла квалификацию | Не прошла квалификацию | Не прошла квалификацию | Не прошла квалификацию | Не прошла квалификацию | Не прошла квалификацию | Не прошла квалификацию | Не прошла квалификацию |
| 2017    | Четвертьфинал          | 7 из 14                | 4                      | 1                      | 0                      | 3                      |                        |                        |                        |                        |                        |
| 2021    | Прошла квалификацию    | Прошла квалификацию    | Прошла квалификацию    | Прошла квалификацию    | Прошла квалификацию    | Прошла квалификацию    | Прошла квалификацию    | Прошла квалификацию    | Прошла квалификацию    | Прошла квалификацию    | Прошла квалификацию    |
| Итого   | 0 побед                | 0/16                   | 0                      | 0                      | 0                      | 0                      |                        |                        |                        |                        |                        |